# Piedade dos Gerais
Piedade dos Gerais este un oraș în Minas Gerais (MG), Brazilia.